# Fira Sans
Fira Sans（最初稱為Feura Sans）是一個專為Firefox OS行動作業系統所設計的無襯線字體家族，採用SIL開源字體授權授權。
它於2013年首次釋出時，有皆包含了斜体的四種字重：细、正規、適中及粗體。2014年5月，字重的數目增加至16種。

## Fira Mono
Fira Sans有一個稱為Fira Mono的等寬變體，其包含了正規、適中、粗體三種字重。

## FiraGO
在2018年3月，基于Fira Sans的一个称为FiraGO的字体推出了。FiraGO独立于Fira Sans，添加了更多语言支持，并将在未来持续更新。

## 外部連結
- Fira Sans字型（页面存档备份，存于），在GitHub（英文）
- FiraGO字型（页面存档备份，存于），在Github（英文）